# Tyrell Terry
Tyrell Terry (Grand Forks, 28 de setembro de 2000) é um basquetebolista profissional norte-americano, que joga pelo time Memphis Grizzlies, num contrato de duas vias (two-way) com o Memphis Hustle, da NBA G League.